# Штиль Георгій Антонович
Георгій Антонович Штиль (рос. Георгий Антонович Штиль; нар. 4 березня 1932) — радянський і російський актор театру і кіно. Народний артист Росії (2001).

## Біографія
Народився 4 березня 1932 року у Ленінграді.
У 1961 році закінчив Ленінградський театральний інститут імені О. М. Островського.
Дебютував в спектаклі «Моя старша сестра» за п'єсою Олександра Володіна. Служить в театрі по теперішній час.
З 1960 року Георгій Штиль знімається в кіно, переважно в ролях другого плану і епізодах (станом на 2013 рік — 200 фільмів).

## Вибрана фільмографія
- 1972 — Принц і жебрак
- 1975 — Новорічні пригоди Маші і Віті
- 1976 — «Вінок сонетів»
- 1983 — Вільний вітер
- 1991 — «Хранителі» (Більбо)
- Вулиці розбитих ліхтарів (1998 — н. ч.)